# Portulak-familien
Portulak-familien (Portulacaceae) er udbredt i hele verden, dog med tyngdepunkt i det vestlige Nordamerika. De  sukkulente og for det meste urteagtige planter har modsatte og ofte kødfulde blade. Her nævnes kun de slægter, som har vildtvoksende arter i Danmark, eller som dyrkes her.
| Slægter |

- Vinterportulak-slægten (Claytonia ).
- Lewisia.
- Vandarve (Montia).
- Portulak (Portulaca).